# جون جي. زيمرمان
جون جي. زيمرمان (بالإنجليزية: John G. Zimmerman)‏ هو مصور أمريكي، ولد في 30 أكتوبر 1927 في Pacoima, Los Angeles ‏ في الولايات المتحدة، وتوفي في 3 أغسطس 2002 في مونتيري في الولايات المتحدة.